# La Mañana (Lérida)
La Mañana es un diario local de Lérida escrito en español. Fundado en 1938, originalmente era editado por el organismo «Prensa del Movimiento», si bien en la actualidad es editado por la sociedad limitada Holder Solutions.

## Historia
Fundado el 20 de diciembre de 1938 como órgano provincial de FET y de las JONS, el partido único de la Dictadura franquista; administrado por «Prensa del Movimiento», tras la muerte de Franco pasó a ser administrado por el organismo estatal Medios de Comunicación Social del Estado (MCSE). A comienzos de la década de 1980 era un periódico deficitario —en 1983 acumulaba un déficit de cincuenta y tres millones de pesetas—, por lo que en 1984 se decidió su clausura.
Con posterioridad la publicación reapareció. En 1985 un grupo de empresarios leridanos recuperó la cabecera, manteniéndose en circulación en la actualidad. El ámbito de difusión del diario es la provincia de Lérida y comarcas oscenses cercanas como el Bajo Cinca, el Cinca Medio y La Litera.